# بيدرو بابلو كارو
بيدرو بابلو كارو (بالإسبانية: Pedro Pablo Caro)‏ هو محامي وقاضي وفيلسوف تشيلي، ولد في 12 مايو 1875 في San Antonio de Petrel ‏ في تشيلي، وتوفي في 3 يوليو 1959 في رانكاغوا في تشيلي.